# 花輪線
花輪線（はなわせん）は、岩手県盛岡市にある好摩駅から秋田県大館市にある大館駅を結ぶ、東日本旅客鉄道（JR東日本）の鉄道路線（地方交通線）である。「十和田八幡平四季彩ライン」（とわだはちまんたいしきさいライン）の愛称が付けられている。

## 路線データ
- 管轄（事業種別）：東日本旅客鉄道（第一種鉄道事業者）
- 区間（営業キロ）：好摩駅 - 大館駅 106.9 km
- 駅数：27（起終点駅含む）
  - 花輪線所属駅に限定した場合、終点の大館駅（奥羽本線所属[3]）が除外され、26駅となる。なお、起点の好摩駅はかつて東北本線所属[3]であったが、同線がIGRいわて銀河鉄道へ移管されていわて銀河鉄道線となったことにより、同駅はJRの駅としては花輪線所属に変更された。
- 軌間：1,067 mm
- 複線区間：なし（全線単線）
- 電化区間：なし（全線非電化）
- 閉塞方式：特殊自動閉塞式（軌道回路検知式）
- 保安装置：ATS-SN[2]
- 最高速度：85 km/h
- 運転指令所：盛岡総合指令室 (CTC)
- 最急勾配：33.3 ‰（松尾八幡平 - 安比高原間）
- IC乗車カード対応区間：なし

起終点駅を除き東日本旅客鉄道盛岡支社管轄である（好摩駅はIGRいわて銀河鉄道、大館駅は東日本旅客鉄道秋田支社管轄。ただし好摩駅は共同使用駅のため、盛岡支社管内のJR駅としても扱われる）。東北本線の一部が東北新幹線八戸延伸開業でIGRいわて銀河鉄道と青い森鉄道に転換されたため、大湊線とともに盛岡支社管轄の路線としてはいわば「飛地路線」となっている。
好摩駅から大更駅までは岩手県道301号渋民田頭線と、大更駅から十和田南駅までは国道282号および東北自動車道と、十和田南駅から大館駅までは国道103号（国道104号・国道285号重複）とそれぞれ並行している。

## 歴史
花輪線の建設は、鹿角花輪（旧・陸中花輪）を境に2つに分かれる。先に開業したのは大館側で、こちらは私鉄の秋田鉄道（あきたてつどう）として1914年から1923年にかけて陸中花輪までが全通した。このうち、毛馬内（十和田南） - 陸中花輪間は、改正鉄道敷設法別表第5号に規定する予定線「青森県三戸ヨリ秋田県毛馬内ヲ経テ花輪ニ至ル鉄道」の一部である。
一方、好摩側は国が軽便鉄道法により計画した区間で、花輪線として1922年から順次開業し、1931年に陸中花輪まで延伸され、秋田鉄道に接続した。1934年には、秋田鉄道が買収・国有化のうえ花輪線に編入され、名実ともに東北横断ルートとして完成した。
東北本線で事故や災害が発生した際には、北上線とともに夜行特急列車などの優等列車の迂回運転に利用された。

### 国有鉄道花輪線
- 1922年（大正11年）8月27日 好摩 - 平館間を新規開業、大更・平館の両駅を新設
- 1926年（大正15年）11月10日 平館 - 赤坂田間を延伸開業、岩手松尾駅・赤坂田駅・龍ヶ森信号場を新設
- 1927年（昭和2年）10月30日 赤坂田 - 荒屋新町間を延伸開業、荒屋新町駅を新設
- 1929年（昭和4年）10月25日 荒屋新町 - 田山間を延伸開業、田山駅を新設
- 1931年（昭和6年）10月17日 田山 - 陸中花輪間を延伸開業、兄畑・湯瀬・小豆沢の各駅を新設（陸中花輪は秋田鉄道の駅として既設）

### 秋田鉄道
- 1912年（大正元年）8月30日 鉄道免許状下付（北秋田郡大館町-鹿角郡尾去沢村間）[5]
- 1914年（大正3年）7月1日 大館 - 扇田間を新規開業、片山停留場・東大館駅・池内停留場・扇田駅を新設[6]
- 1915年（大正4年）
  - 1月19日 扇田 - 大滝温泉間を延伸開業、南扇田停留場・大滝温泉駅を新設[7]
  - 12月25日 大滝温泉 - （貨）毛馬内間を延伸開業、十二所・尾去沢・毛馬内（初代）の各貨物駅を新設[8]
- 1916年（大正5年）1月5日 大滝温泉 - 毛馬内間の旅客営業を開始、十二所・尾去沢・毛馬内の各貨物駅を一般駅に変更[8]
- 1917年（大正6年）4月27日 鉄道免許状下付（鹿角郡錦木村-同郡小坂町間）[9]
- 1920年（大正9年）
  - 5月1日 毛馬内駅を末広駅に改称[10]
  - 7月4日 末広 - 毛馬内（2代）間を延伸開業、毛馬内駅（2代）を新設[11]
  - 8月13日 鉄道免許状下付（鹿角郡錦木村-同郡大湯村間）[12]
- 1922年（大正11年）8月1日 鉄道免許失効（1920年8月13日免許鹿角郡錦木村-同郡大湯村間 指定ノ期限内ニ工事施工認可申請ヲ為ササルタメ）[13]
- 1923年（大正12年）11月10日 毛馬内 - 陸中花輪間を延伸開業、柴平駅を新設[14]
- 1926年（大正15年）4月13日 起業廃止（1917年4月27日免許鹿角郡錦木村-同郡小坂町間）[15]
- 1928年（昭和3年）7月11日 沢尻停留場を新設
- 1929年（昭和4年）
  - 4月5日 片山・鏡田の両停留場を新設
  - 12月4日 片山・池内・南扇田・沢尻・鏡田の各停留場を季節停留場に変更
- 1930年（昭和5年）12月8日 鉄道免許状下付（鹿角郡錦木村-同郡大湯町間）[16]
- 1934年（昭和9年）6月15日 鉄道免許失効（1930年12月8日免許 鹿角郡錦木村-同郡大湯町間 指定ノ期限マテニ工事著手セサルタメ）[17]

### 秋田鉄道買収・編入後
- 1934年（昭和9年）
  - 6月1日 秋田鉄道を買収・国有化し花輪線に編入[18]。沢尻・南扇田の両季節停留場を駅に変更、鏡田・池内・片山の各季節停留場を廃止。機関車5両、ガソリンカー6両、客車16両、貨車23両を引き継ぐ[19]。
  - 8月1日 陸中花輪-湯瀬間ガソリンカー運転開始[20]（旧秋田鉄道線はガソリンカー導入済）。
- 1942年（昭和17年）4月1日 尾去沢駅を土深井駅に改称
- 1944年（昭和19年）11月11日 沢尻駅・南扇田駅前日限りで休止[21]。南扇田駅は現在に至るまで再開されず。
- 1957年（昭和32年）
  - 4月1日 小豆沢駅を八幡平駅に改称
  - 6月1日 毛馬内駅を十和田南駅に改称
- 1959年（昭和34年）3月1日 気動車（ディーゼルカー）運転開始[22]。
- 1960年（昭和35年）12月1日 東大更・小屋の畑・陸中大里の各駅を新設
- 1961年（昭和36年）
  - 4月20日 北森駅を新設
  - 12月28日 龍ヶ森信号場を駅に変更
- 1962年（昭和37年）2月20日 盛岡 - 秋田間に準急「よねしろ」運転開始（1963年に1往復増発し2往復に）[23]
- 1965年（昭和40年）10月1日 上野 - 大鰐間に急行「みちのく」（下り1号・上り2号）、仙台 - 弘前間（釜石・宮古経由）に準急「さんりく」運転開始[23]
- 1966年（昭和41年）
  - 3月5日 準急「よねしろ」「さんりく」を急行に格上げ[23]
  - 10月1日 急行「よねしろ」2往復のうち1往復と「さんりく」を廃止し仙台 - 秋田間（釜石・宮古経由）に急行「陸中」運転開始[23]。「みちのく」下り1号・上り2号の大鰐編成を弘前発着に変更[23]
  - 11月1日 横間駅を新設
- 1968年（昭和43年）
  - 5月16日 9時48分頃に発生した十勝沖地震により、東北本線が大きな被害を受けたため、東北本線のダイヤがほぼ正常に戻るまで、上野 - 青森間の特急「はつかり」を花輪線に迂回させる措置が採られた[24]。
  - 10月1日 急行「よねしろ」を「はちまんたい」に改称[23]。
- 1970年（昭和45年）10月1日 急行「みちのく」廃止、仙台 - 秋田間に急行「よねしろ」運転開始[23]
- 1971年（昭和46年）9月30日 蒸気機関車8620形の運行終了にともない無煙化
- 1972年（昭和47年）3月15日 急行「陸中」の宮古-盛岡間・急行「はちまんたい」を「よねしろ」に統合し、急行「よねしろ」は宮古・盛岡 - 秋田間の運転となる
- 1982年（昭和57年）11月15日 急行「よねしろ」の運転区間を盛岡 - 大館・弘前間に変更[23]
- 1984年（昭和59年）2月1日 全線の貨物営業を廃止
- 1985年（昭和60年）3月14日 急行「よねしろ」を格下げして快速「八幡平」運転開始[23]
- 1986年（昭和61年）11月1日 秋田 - 陸中花輪間に急行「よねしろ」運転開始[23]
- 1987年（昭和62年）4月1日 国鉄分割民営化にともない東日本旅客鉄道が承継
- 1988年（昭和63年）3月13日 岩手松尾駅を松尾八幡平駅に、龍ヶ森駅を安比高原駅に改称
- 1995年（平成7年）12月1日 湯瀬駅を湯瀬温泉駅に、陸中花輪駅を鹿角花輪駅に改称
- 1996年（平成8年）
  - 4月19日 午後2時ごろ、十和田南 - 末広間の線路と並行する市道が土砂崩れによる通行止めとなる[25]。この際、市道に落ちた巨岩による二次災害防止のため十和田南 - 大滝温泉間で運転を見合わせ、バス代行輸送となる[25][26]。
  - 4月25日 巨岩撤去工事が終わり、十和田南 - 大滝温泉間が復旧[25][27]。
  - 10月7日 同年4月に発生した土砂崩れ現場にコンクリート防護工事を行うため十和田南 - 大滝温泉間を不通として、同日よりバス代行輸送を開始[25][28]。
  - 12月26日 防護工事が終わり、運転を再開、バス代行輸送を終了[29]。
- 1997年（平成9年）
  - 9月3日 午後6時55分ごろ、東大館 - 大館間の長木川橋で、大雨による増水により橋脚1本が傾いていたところに大館発盛岡行きの列車が通りがかり、橋を渡りきったところで脱線する事故[30]。東大館 - 大館間が不通となり、バス代行輸送となる[31]。
  - 12月8日 東大館 - 大館間の復旧工事が終了し、大館午後6時38分発の上り列車から運転を再開[31]。
- 1998年（平成10年）12月 好摩 - 大更間特殊自動閉塞化
- 1999年（平成11年）
  - 7月 大更 - 荒屋新町間特殊自動閉塞化
  - 12月4日 荒屋新町 - 大館間特殊自動閉塞化。全線CTC化[32]。
- 2002年（平成14年）12月1日 東北本線盛岡 - 目時間がIGRいわて銀河鉄道に移管され、東北本線との直通運転からいわて銀河鉄道線への直通運転に変更。急行「よねしろ」廃止。
- 2007年（平成19年）
  - 9月17日 大雨によって岩手県内の川沿いの線路の土砂が崩れた影響で、松尾八幡平 - 鹿角花輪間が不通に。20日からバス代行輸送開始
  - 9月28日 松尾八幡平 - 荒屋新町間が復旧
  - 10月6日 荒屋新町 - 鹿角花輪間復旧、バス代行輸送終了
- 2009年（平成21年）3月14日 松尾八幡平 - 盛岡間区間運転列車すべて廃止
- 2011年（平成23年）
  - 3月11日 東北地方太平洋沖地震発生により全区間不通に
  - 3月18日 好摩 - 松尾八幡平間が復旧
  - 3月19日 松尾八幡平 - 大館間が復旧
  - 4月7日 東北地方太平洋沖地震の余震発生により全区間で再び不通
  - 4月11日 全線復旧
- 2013年（平成25年）
  - 8月9日 秋田・岩手豪雨の影響で、柴平 - 十和田南で線路の盛土が崩れたため、全線不通に
  - 8月13日 好摩 - 鹿角花輪間が復旧
  - 9月4日 鹿角花輪 - 大館間が復旧
- 2015年（平成27年）3月14日 北森駅を好摩側へ530 m[33]（営業キロでは0.6 km[34]）移転。快速「八幡平」が廃止[35]。
- 2022年（令和4年）
  - 8月13日 大雨の影響で鹿角花輪 - 大館間で土砂流入等の被害が計54箇所で発生し不通[36]
  - 8月22日 同区間で代行バス運転開始[36]
  - 11月15日 - JR東日本盛岡支社・秋田支社は、不通となっている区間について、「復旧は、2023年4月〜5月頃を見込んでいます。」と表明[37]。
- 2023年（令和5年）
  - 5月7日 全線運転再開を前に花輪線利用促進協議会主催にて、末広駅から紀ノ国平踏切まで線路上を歩くイベントを開催[38]。県内外から24人が参加[38]。
  - 5月11日・12日・13日 鹿角花輪 - 大館間にて線路や踏切、信号設備を確認する試運転を実施[39]。
  - 5月13日 この日をもって、代行バス輸送を終了[39]。
  - 5月14日 鹿角花輪 - 大館間が復旧し全線運行再開[40]。
- 2024年（令和6年）2月6日 秋田、岩手両県と沿線5市の担当者約30人が出席し、鹿角市にてJR花輪線の維持に向けた活性化対策自治体会議が初開催[41]。

## 運行形態
基本的には大館駅 - 盛岡駅間通しの運行であり、好摩駅での折り返し列車はなく、好摩駅 - 盛岡駅間はいわて銀河鉄道線に乗り入れて運行される。ただし、同線を運営するIGRいわて銀河鉄道の乗務員は気動車を運転できる免許を所持していないため、JRの乗務員が通しで乗務する。青春18きっぷで好摩駅から盛岡方面へ行く場合、いわて銀河鉄道線の運賃が別途必要である（好摩駅 - 盛岡駅間 690円）。
朝夕の時間帯に一部荒屋新町駅および鹿角花輪駅発着の列車が設定されているほか、鹿角花輪発の始発上り列車1本は盛岡駅からさらに東北本線に直通し、日詰駅まで運行される。鹿角花輪発日詰行きは、2019年9月20日までは土休日は盛岡止まりであったが、岩手医科大学附属病院の矢巾町への移転に伴い、同年9月21日から毎日日詰までの運転となった。かつては松尾八幡平駅で折り返す列車が午後にあったが2009年3月14日ダイヤ改正で廃止された。
盛岡駅において花輪線の列車は、下り始発列車の盛岡発大館行きと前述の鹿角花輪発日詰行きが3番線から発着する以外はすべてIGRホーム（0・1番線）から発着するため、東北本線・田沢湖線・山田線から乗り換える場合はいわて銀河鉄道線利用と同様に、一度JR改札を出てIGR改札を通る必要がある。また、IGRとの連絡運輸の関係上、盛岡方面の各駅と花輪線各駅相互間の乗車券は通しで購入できるが、八戸方面の各駅と花輪線各駅相互間の乗車券は通しで購入することができない（ただしJR線各駅相互間の通過連絡乗車券は除く）。そのため花輪線から八戸方面に乗り継ぐ場合は、好摩駅で乗車券を買い直すか、車内精算となる。
花輪線内の速達列車としては、快速列車「八幡平」が盛岡駅 - 大館駅間に1往復設定されていたが、2015年3月14日のダイヤ改正で廃止され、下りは盛岡発大館行き、上りは大館発鹿角花輪行きの普通列車に変更された。
2008年3月15日より奥羽本線直通列車は廃止された（後節を参照）。1980年代前半頃までは、奥羽本線陣場駅や鷹ノ巣駅まで乗り入れる列車がそれぞれあった。なお、臨時列車としては、花輪ばやしが開催される特定日に限り、快速「はなわばやし」が奥羽本線秋田駅まで運行される。
自家用車の普及や過疎化による沿線人口の減少、さらに1980年代以降は並行する東北自動車道を走る高速バスとの競争にて劣勢に追い込まれたことにより、上野駅や秋田駅に直通していた急行列車の設定もなくなり、他の列車も減便された。2015年6月20日現在の運転間隔は大館駅 - 鹿角花輪駅間で1 - 2時間に1本、鹿角花輪駅 - 好摩駅間で1 - 4時間に1本程度と開いており、国鉄時代にあった交換設備が撤去された駅も多い。

## 使用車両
- キハ110系 - 盛岡車両センター所属

2008年3月15日より全列車、盛岡車両センターに所属するキハ110系列の気動車により運行されている。ワンマン運転は行われていない。
2007年3月18日ダイヤ改正をもって車両がキハ58・キハ52形からキハ110系列（キハE130系が投入された水郡線からの転属車両）に置き換えられ、非冷房車は姿を消した。なお、キハ58系気動車は機関1台あたりの出力が小さく、花輪線のような急勾配線区においては停車・発進が少ない後述の優等列車を除き全車2台機関搭載車とせざるを得なかったという事情もあり、最後まで冷房装置の取り付けは行われなかった。また、鹿角花輪駅 - 秋田駅間の奥羽本線直通列車1往復（大館 - 秋田間快速、かつての急行「よねしろ」）は、秋田車両センター（現・秋田総合車両センター南秋田センター）所属のキハ58・28形（こちらは3両中1両が1台機関搭載車のキハ28形を組み込んでおり、冷房付であった）により運行されていたが、2008年3月15日のダイヤ改正で運転系統が大館駅で分断され、キハ110系列に置き換えられた（奥羽本線大館駅 - 秋田駅間は701系電車に置き換え）。

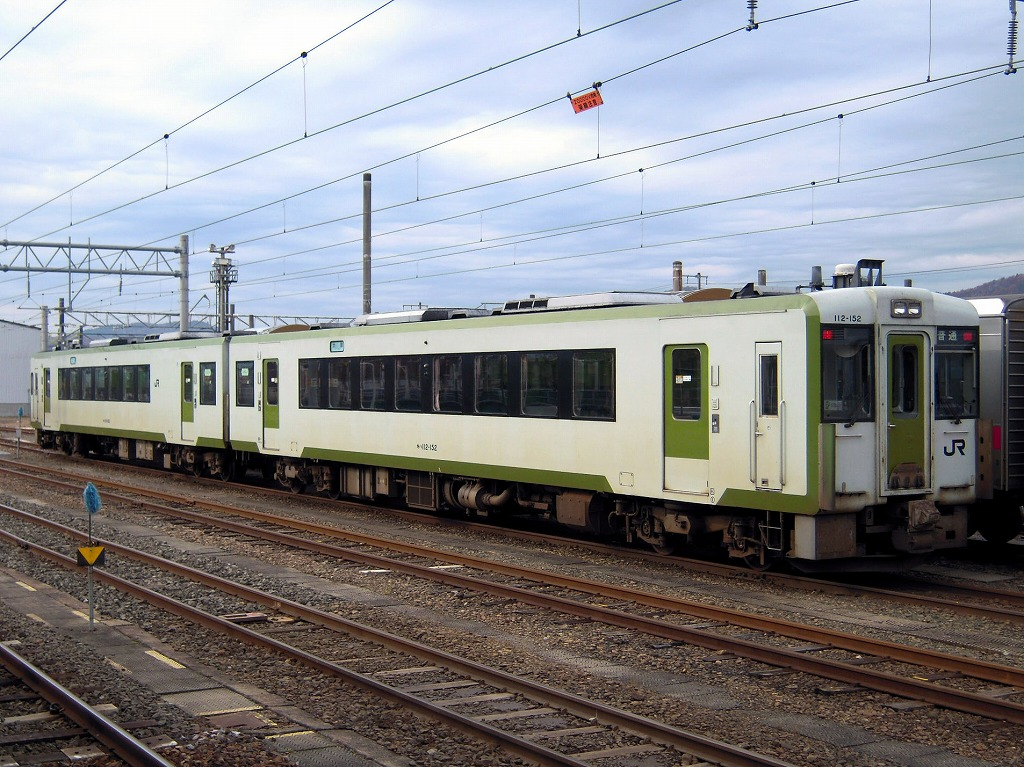
花輪線で運用されるキハ110系
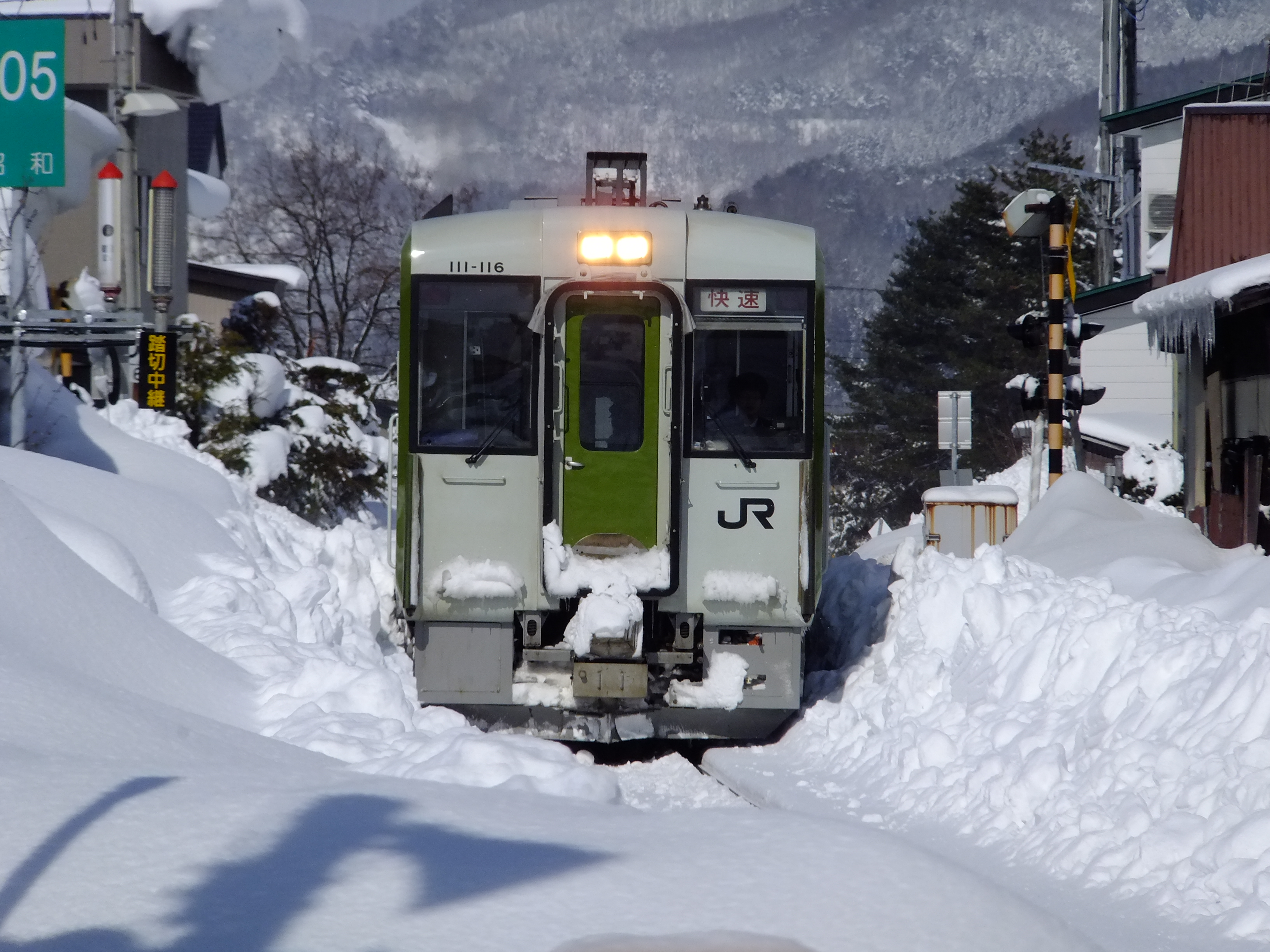
キハ110系による快速「八幡平」
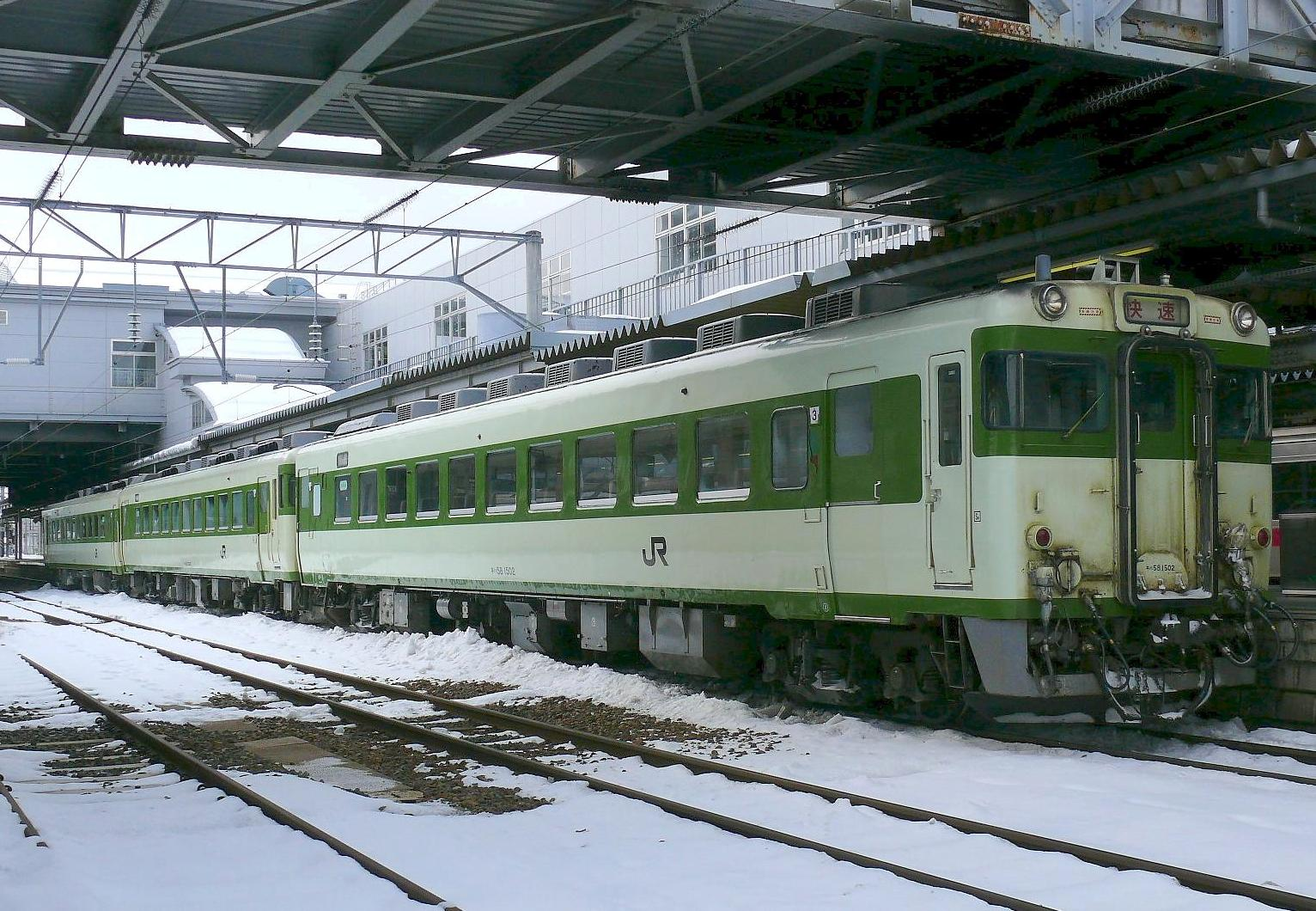
キハ58系アコモ改善車 （元急行「よねしろ」用）
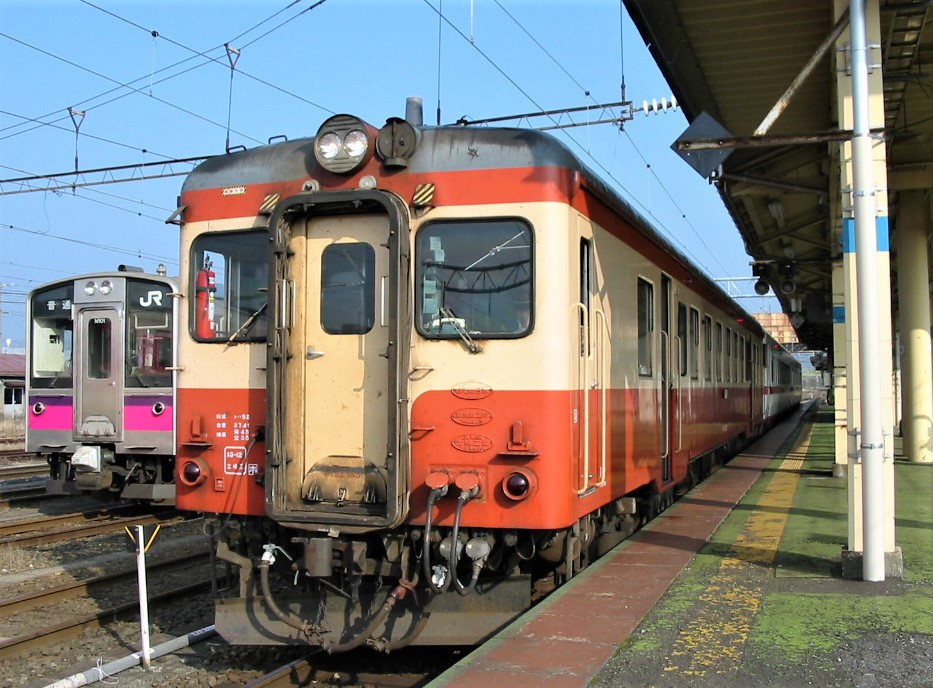
キハ52形（大館駅）

## 駅一覧
- 好摩方の全列車が乗り入れる、いわて銀河鉄道線盛岡 - 好摩間も併記する。
- 累計営業キロは好摩駅起点。
- 線路 … ||：複線区間、∨：これより下は単線、◇・◆：列車交換可能駅（◆：スイッチバック駅）、｜：列車交換不可
  - ※：大館駅の花輪線用旅客ホームは1面1線のみであるが、ホームのない副本線を用いた列車交換は可能

| 運営会社             | 路線名           | 駅名         | 営業キロ | 営業キロ | 接続路線                                                                | 線路 | 所在地 | 所在地   |
| 運営会社             | 路線名           | 駅名         | 駅間     | 累計     | 接続路線                                                                | 線路 | 所在地 | 所在地   |
| -------------------- | ---------------- | ------------ | -------- | -------- | ----------------------------------------------------------------------- | ---- | ------ | -------- |
| ＩＧＲいわて銀河鉄道 | いわて銀河鉄道線 | 盛岡駅       | -        | 21.3     | 東日本旅客鉄道： 東北新幹線・■秋田新幹線・■東北本線・■田沢湖線・■山田線 | \|\| | 岩手県 | 盛岡市   |
| ＩＧＲいわて銀河鉄道 | いわて銀河鉄道線 | 青山駅       | 3.2      | 18.1     |                                                                         | \|\| | 岩手県 | 盛岡市   |
| ＩＧＲいわて銀河鉄道 | いわて銀河鉄道線 | 厨川駅       | 2.4      | 15.7     |                                                                         | \|\| | 岩手県 | 盛岡市   |
| ＩＧＲいわて銀河鉄道 | いわて銀河鉄道線 | 巣子駅       | 4.6      | 11.1     |                                                                         | \|\| | 岩手県 | 滝沢市   |
| ＩＧＲいわて銀河鉄道 | いわて銀河鉄道線 | 滝沢駅       | 2.0      | 9.1      |                                                                         | \|\| | 岩手県 | 滝沢市   |
| ＩＧＲいわて銀河鉄道 | いわて銀河鉄道線 | 渋民駅       | 4.4      | 4.7      |                                                                         | \|\| | 岩手県 | 盛岡市   |
| ＩＧＲいわて銀河鉄道 | いわて銀河鉄道線 | 好摩駅       | 4.7      | 0.0      | IGRいわて銀河鉄道：■いわて銀河鉄道線（二戸・目時方面）                  | ∨    | 岩手県 | 盛岡市   |
| 東日本旅客鉄道       | 花輪線           | 好摩駅       | 4.7      | 0.0      | IGRいわて銀河鉄道：■いわて銀河鉄道線（二戸・目時方面）                  | ∨    | 岩手県 | 盛岡市   |
| 東日本旅客鉄道       | 花輪線           | 東大更駅     | 4.9      | 4.9      |                                                                         | ｜   | 岩手県 | 八幡平市 |
| 東日本旅客鉄道       | 花輪線           | 大更駅       | 4.1      | 9.0      |                                                                         | ◇    | 岩手県 | 八幡平市 |
| 東日本旅客鉄道       | 花輪線           | 平館駅       | 4.7      | 13.7     |                                                                         | ｜   | 岩手県 | 八幡平市 |
| 東日本旅客鉄道       | 花輪線           | 北森駅       | 1.3      | 15.0     |                                                                         | ｜   | 岩手県 | 八幡平市 |
| 東日本旅客鉄道       | 花輪線           | 松尾八幡平駅 | 2.8      | 17.8     |                                                                         | ｜   | 岩手県 | 八幡平市 |
| 東日本旅客鉄道       | 花輪線           | 安比高原駅   | 7.2      | 25.0     |                                                                         | ｜   | 岩手県 | 八幡平市 |
| 東日本旅客鉄道       | 花輪線           | 赤坂田駅     | 5.0      | 30.0     |                                                                         | ｜   | 岩手県 | 八幡平市 |
| 東日本旅客鉄道       | 花輪線           | 小屋の畑駅   | 3.6      | 33.6     |                                                                         | ｜   | 岩手県 | 八幡平市 |
| 東日本旅客鉄道       | 花輪線           | 荒屋新町駅   | 4.0      | 37.6     |                                                                         | ◇    | 岩手県 | 八幡平市 |
| 東日本旅客鉄道       | 花輪線           | 横間駅       | 2.7      | 40.3     |                                                                         | ｜   | 岩手県 | 八幡平市 |
| 東日本旅客鉄道       | 花輪線           | 田山駅       | 8.8      | 49.1     |                                                                         | ｜   | 岩手県 | 八幡平市 |
| 東日本旅客鉄道       | 花輪線           | 兄畑駅       | 6.7      | 55.8     |                                                                         | ｜   | 岩手県 | 八幡平市 |
| 東日本旅客鉄道       | 花輪線           | 湯瀬温泉駅   | 4.1      | 59.9     |                                                                         | ｜   | 秋田県 | 鹿角市   |
| 東日本旅客鉄道       | 花輪線           | 八幡平駅     | 4.3      | 64.2     |                                                                         | ｜   | 秋田県 | 鹿角市   |
| 東日本旅客鉄道       | 花輪線           | 陸中大里駅   | 1.9      | 66.1     |                                                                         | ｜   | 秋田県 | 鹿角市   |
| 東日本旅客鉄道       | 花輪線           | 鹿角花輪駅   | 3.6      | 69.7     |                                                                         | ◇    | 秋田県 | 鹿角市   |
| 東日本旅客鉄道       | 花輪線           | 柴平駅       | 4.7      | 74.4     |                                                                         | ｜   | 秋田県 | 鹿角市   |
| 東日本旅客鉄道       | 花輪線           | 十和田南駅   | 3.3      | 77.7     |                                                                         | ◆    | 秋田県 | 鹿角市   |
| 東日本旅客鉄道       | 花輪線           | 末広駅       | 4.5      | 82.2     |                                                                         | ｜   | 秋田県 | 鹿角市   |
| 東日本旅客鉄道       | 花輪線           | 土深井駅     | 2.4      | 84.6     |                                                                         | ｜   | 秋田県 | 鹿角市   |
| 東日本旅客鉄道       | 花輪線           | 沢尻駅       | 2.0      | 86.6     |                                                                         | ｜   | 秋田県 | 大館市   |
| 東日本旅客鉄道       | 花輪線           | 十二所駅     | 3.0      | 89.6     |                                                                         | ｜   | 秋田県 | 大館市   |
| 東日本旅客鉄道       | 花輪線           | 大滝温泉駅   | 2.5      | 92.1     |                                                                         | ◇    | 秋田県 | 大館市   |
| 東日本旅客鉄道       | 花輪線           | 扇田駅       | 6.5      | 98.6     |                                                                         | ｜   | 秋田県 | 大館市   |
| 東日本旅客鉄道       | 花輪線           | 東大館駅     | 4.7      | 103.3    |                                                                         | ｜   | 秋田県 | 大館市   |
| 東日本旅客鉄道       | 花輪線           | 大館駅       | 3.6      | 106.9    | 東日本旅客鉄道：■奥羽本線                                               | ※    | 秋田県 | 大館市   |

2023年度の時点で、JR東日本自社による乗車人員集計の対象駅は、好摩駅・大更駅・鹿角花輪駅・大館駅である。それ以外の駅は完全な無人駅（年度中に無人となった駅含む）のため集計対象から外されている。

### 過去の接続路線
- 大更駅：松尾鉱業鉄道 - 1972年10月10日廃止
- 大館駅：
  - 同和鉱業花岡線 - 1985年4月1日廃止
  - 小坂製錬小坂線 - 1994年10月1日旅客営業廃止、2008年4月1日休止、2009年4月1日廃止

## 利用状況

### 平均通過人員
各年度の平均通過人員（人/日）は以下のとおりである。
| 年度                   | 平均通過人員（人/日） | 平均通過人員（人/日） | 平均通過人員（人/日） | 平均通過人員（人/日） | 出典   |
| 年度                   | 全区間                | 好摩 - 荒屋新町       | 荒屋新町 - 鹿角花輪   | 鹿角花輪 - 大館       | 出典   |
| ---------------------- | --------------------- | --------------------- | --------------------- | --------------------- | ------ |
| 2013年度（平成25年度） | 439                   | 570                   | 126                   | 577                   | [ 46 ] |
| 2014年度（平成26年度） | 403                   | 515                   | 124                   | 532                   | [ 47 ] |
| 2015年度（平成27年度） | 400                   | 491                   | 103                   | 564                   | [ 47 ] |
| 2016年度（平成28年度） | 377                   | 445                   | 95                    | 552                   | [ 47 ] |
| 2017年度（平成29年度） | 383                   | 441                   | 89                    | 579                   | [ 47 ] |
| 2018年度（平成30年度） | 382                   | 440                   | 86                    | 580                   | [ 48 ] |
| 2019年度（令和元年度） | 357                   | 418                   | 78                    | 537                   | [ 48 ] |
| 2020年度（令和02年度） | 318                   | 334                   | 60                    | 524                   | [ 48 ] |
| 2021年度（令和03年度） | 309                   | 348                   | 58                    | 486                   | [ 48 ] |
| 2022年度（令和04年度） | 294                   | 346                   | 55                    | 448                   | [ 48 ] |
| 2023年度（令和05年度） | 296                   | 352                   | 62                    | 441                   | [ 49 ] |

### 収支・営業系数
各年度の収支（運輸収入、営業費用）、営業係数、収支率は以下のとおりである。▲はマイナスを意味する。
| 年度                   | 収支（百万円） | 収支（百万円） | 収支（百万円） | 営業 係数 （円） | 収支率 | 出典   |
| 年度                   | 運輸 収入      | 営業 費用      | 計             | 営業 係数 （円） | 収支率 | 出典   |
| ---------------------- | -------------- | -------------- | -------------- | ---------------- | ------ | ------ |
| 2019年度（令和元年度） | 52             | 908            | ▲855           | 1,725            | 5.8%   | [ 50 ] |
| 2020年度（令和02年度） | 36             | 823            | ▲786           | 2,230            | 4.5%   | [ 50 ] |
| 2021年度（令和03年度） | 38             | 851            | ▲812           | 2,197            | 4.6%   | [ 51 ] |
| 2022年度（令和04年度） | 39             | 721            | ▲682           | 1,839            | 5.4%   | [ 52 ] |

| 年度                   | 収支（百万円） | 収支（百万円） | 収支（百万円） | 営業 係数 （円） | 収支率 | 出典   |
| 年度                   | 運輸 収入      | 営業 費用      | 計             | 営業 係数 （円） | 収支率 | 出典   |
| ---------------------- | -------------- | -------------- | -------------- | ---------------- | ------ | ------ |
| 2019年度（令和元年度） | 7              | 756            | ▲749           | 10,196           | 1.0%   | [ 50 ] |
| 2020年度（令和02年度） | 4              | 716            | ▲711           | 14,499           | 0.7%   | [ 50 ] |
| 2021年度（令和03年度） | 4              | 618            | ▲613           | 12,471           | 0.8%   | [ 51 ] |
| 2022年度（令和04年度） | 4              | 496            | ▲491           | 10,751           | 0.9%   | [ 52 ] |

| 年度                   | 収支（百万円） | 収支（百万円） | 収支（百万円） | 営業 係数 （円） | 収支率 | 出典   |
| 年度                   | 運輸 収入      | 営業 費用      | 計             | 営業 係数 （円） | 収支率 | 出典   |
| ---------------------- | -------------- | -------------- | -------------- | ---------------- | ------ | ------ |
| 2019年度（令和元年度） | 52             | 882            | ▲830           | 1,687            | 5.9%   | [ 50 ] |
| 2020年度（令和02年度） | 43             | 880            | ▲837           | 2,037            | 4.9%   | [ 50 ] |
| 2021年度（令和03年度） | 42             | 719            | ▲676           | 1,686            | 5.9%   | [ 51 ] |
| 2022年度（令和04年度） | 35             | 756            | ▲720           | 2,129            | 4.7%   | [ 52 ] |